# العرج (حزم العدين)

تعديل مصدري - تعديل

العرج محلة تابعة لقرية الجاهلي، التابعة لعزلة بني اسعد بمديرية حزم العدين إحدى مديريات محافظة إب في الجمهورية اليمنية، بلغ تعداد سكانها 65 حسب تعداد اليمن لعام 2004.